# Geoff Cameron
Geoff Cameron est un joueur international américain de soccer né le 11 juillet 1985 à Attleboro. Il joue au poste de défenseur.

## Biographie

### En club

#### Débuts au Dynamo de Houston (2007-2012)

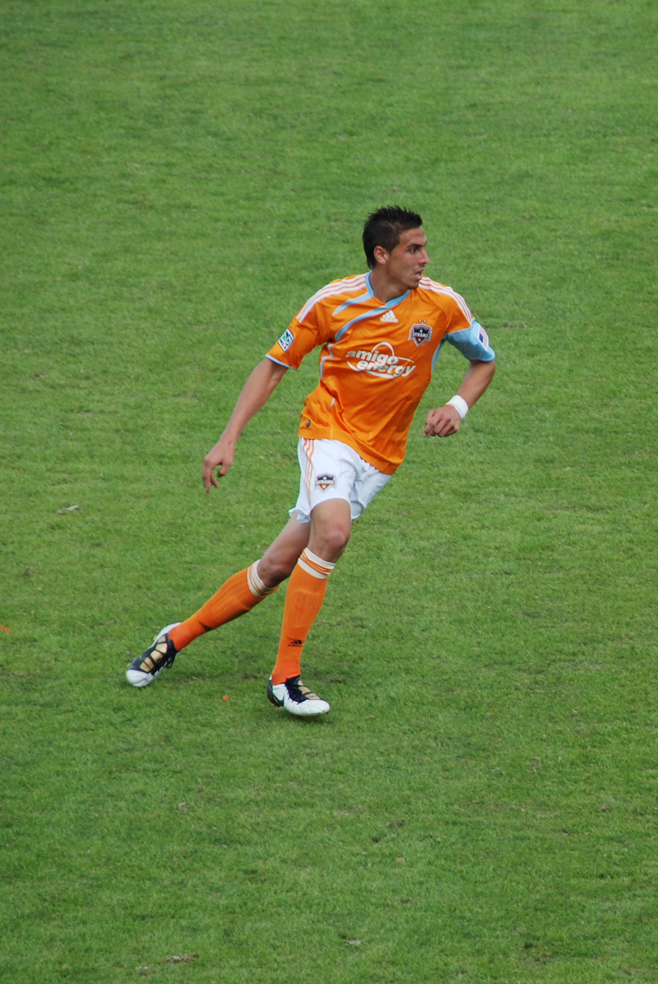
Geoff Cameron sous le maillot du Dynamo de Houston.

Geoff Cameron est repêché en quarante-deuxième position (troisième tour) lors de la MLS SuperDraft 2008 par le Dynamo de Houston. Il participe ensuite à sa première rencontre en Major League Soccer dès la première semaine d'activités lors d'un match face au Revolution de la Nouvelle-Angleterre le 29 mars 2008 (défaite 3-0). Dès la semaine suivante, dans le derby texan, il permet à son équipe d'accrocher le match nul quand il inscrit un but dans le temps additionnel face au FC Dallas le 6 avril 2008.
Avec le Dynamo de Houston, il devient l'un des meilleurs défenseurs de la ligue, étant même nommé pour le titre de meilleure recrue de l'année en 2008 tout en participant à trente-six rencontres sur sa première saison. Son ascension se poursuit les années suivantes et il participe à deux reprises au match des étoiles de la MLS en 2009 et 2011, est sélectionné dans l'équipe-type de la MLS, avant d'atteindre la finale de la Coupe MLS en 2011.

#### Près d'une décennie en Angleterre (2012-2021)
Après des performances remarquées en Major League Soccer, Cameron est recruté par Stoke City, formation de Premier League, pour un montant de 2,5 millions de livres. S'il manque la rencontre inaugurale de la saison 2012-2013 contre Reading en raison de problèmes de visa, il fait ses débuts face à Arsenal le 26 août 2012 (0-0). C'est face à cette même équipe qu'il inscrit son premier but en septembre 2013 à l'occasion d'une défaite 3-1.
Le 31 août 2018, il est prêté aux Queens Park Rangers. Il participe à dix-neuf rencontres avec QPR et inscrit un but contre Derby County le 6 octobre 2018. Finalement, le 25 juillet 2019, il est transféré aux Queens Park Rangers.

#### Retour au pays (2021-2022)
Le 13 mai 2021, Geoff Cameron revient aux États-Unis lorsqu'il s'engage pour une saison et demie au FC Cincinnati, franchise en difficulté en Major League Soccer. Le 15 novembre 2022, au terme de la saison, le FC Cincinnati annonce que son contrat n'est pas renouvelé.

### En sélection
Cameron participe à sa première rencontre sous le maillot de la sélection nationale américaine le 24 février 2010 dans un match amical face au Salvador quand il rentre à la 86e minute de jeu en remplacement de Robbie Rogers (victoire 2-1). Il inscrit son premier but international contre la Belgique le 29 mai 2013 (défaite 2-4), toujours en amical.
Il est retenu pour participer à la Coupe du monde 2014 au Brésil où il est titulaire lors des deux premières rencontres de la phase de groupes face au Ghana (victoire 1-2) et au Portugal (2-2) avant d'affronter la Belgique en huitièmes de finale (défaite 2-1 après prolongations). Pour la Copa América Centenario jouée en sol américain, il fait partie de l'effectif convoqué en sélection nationale et participe à toutes les rencontres de son équipe jusqu'en petite finale tandis qu'il est associé à John Anthony Brooks en défense centrale.

## Statistiques
| Saison                | Club                       | Championnat           | Championnat | Championnat | Coupe nationale | Coupe nationale | Coupe de la Ligue | Coupe de la Ligue | Compétition(s) continentale(s) | Compétition(s) continentale(s) | Compétition(s) continentale(s) | Séries | Séries | États-Unis | États-Unis | Total | Total |
| Saison                | Club                       | Division              | M.          | B.          | M.              | B.              | M.                | B.                | Comp.                          | M.                             | B.                             | M.     | B.     | M.         | B.         | M.    | B.    |
| 2008                  | Dynamo de Houston          | MLS                   | 23          | 1           | 1               | 0               | -                 | -                 | CCC+SL+LCC                     | 2+5+4                          | 0+0+0                          | 1      | 0      | -          | -          | 36    | 1     |
| 2009                  | Dynamo de Houston          | MLS                   | 29          | 2           | 2               | 2               | -                 | -                 | LCC+LCC                        | 2+5                            | 0+1                            | 3      | 0      | -          | -          | 41    | 5     |
| 2010                  | Dynamo de Houston          | MLS                   | 16          | 3           | 0               | 0               | -                 | -                 | SL                             | 1                              | 0                              | -      | -      | 1          | 0          | 18    | 3     |
| 2011                  | Dynamo de Houston          | MLS                   | 33          | 5           | 0               | 0               | -                 | -                 | -                              | -                              | -                              | 4      | 0      | 2          | 0          | 39    | 5     |
| 2012                  | Dynamo de Houston          | MLS                   | 16          | 0           | 0               | 0               | -                 | -                 | -                              | -                              | -                              | -      | -      | 2          | 0          | 18    | 0     |
| Sous-total            | Sous-total                 | Sous-total            | 117         | 11          | 3               | 2               | -                 | -                 | -                              | 19                             | 1                              | 8      | 0      | 5          | 0          | 152   | 14    |
| 2012-2013             | Stoke City                 | Premier League        | 35          | 0           | 2               | 1               | 1                 | 0                 | -                              | -                              | -                              | -      | -      | 13         | 1          | 51    | 2     |
| 2013-2014             | Stoke City                 | Premier League        | 37          | 2           | 2               | 0               | 2                 | 0                 | -                              | -                              | -                              | -      | -      | 12         | 0          | 53    | 2     |
| 2014-2015             | Stoke City                 | Premier League        | 27          | 0           | 2               | 0               | 2                 | 0                 | -                              | -                              | -                              | -      | -      | 1          | 0          | 32    | 0     |
| 2015-2016             | Stoke City                 | Premier League        | 30          | 0           | 0               | 0               | 4                 | 0                 | -                              | -                              | -                              | -      | -      | 15         | 3          | 49    | 3     |
| 2016-2017             | Stoke City                 | Premier League        | 19          | 0           | 0               | 0               | 2                 | 0                 | -                              | -                              | -                              | -      | -      | 7          | 0          | 28    | 0     |
| 2017-2018             | Stoke City                 | Premier League        | 20          | 0           | 1               | 0               | -                 | -                 | -                              | -                              | -                              | -      | -      | 2          | 0          | 23    | 0     |
| Sous-total            | Sous-total                 | Sous-total            | 168         | 2           | 7               | 1               | 11                | 0                 | -                              | -                              | -                              | -      | -      | 50         | 4          | 236   | 7     |
| 2018-2019             | Queens Park Rangers (prêt) | Championship          | 19          | 1           | 0               | 0               | 0                 | 0                 | -                              | -                              | -                              | -      | -      | -          | -          | 19    | 1     |
| 2019-2020             | Queens Park Rangers        | Championship          | 36          | 1           | 1               | 0               | 0                 | 0                 | -                              | -                              | -                              | -      | -      | -          | -          | 37    | 1     |
| 2020-2021             | Queens Park Rangers        | Championship          | 34          | 0           | 1               | 0               | 0                 | 0                 | -                              | -                              | -                              | -      | -      | -          | -          | 35    | 0     |
| Sous-total            | Sous-total                 | Sous-total            | 89          | 2           | 2               | 0               | 0                 | 0                 | -                              | -                              | -                              | -      | -      | -          | -          | 91    | 2     |
| 2021                  | FC Cincinnati              | MLS                   | 28          | 0           | -               | -               | -                 | -                 | -                              | -                              | -                              | -      | -      | -          | -          | 28    | 0     |
| 2022                  | FC Cincinnati              | MLS                   | 26          | 0           | 1               | 0               | -                 | -                 | -                              | -                              | -                              | 1      | 0      | -          | -          | 28    | 0     |
| Sous-total            | Sous-total                 | Sous-total            | 54          | 0           | 1               | 0               | -                 | -                 | -                              | -                              | -                              | 1      | 0      | -          | -          | 56    | 0     |
| Total sur la carrière | Total sur la carrière      | Total sur la carrière | 428         | 15          | 13              | 3               | 11                | 0                 | -                              | 19                             | 1                              | 9      | 0      | 55         | 4          | 535   | 23    |